# Беллона (мифология)

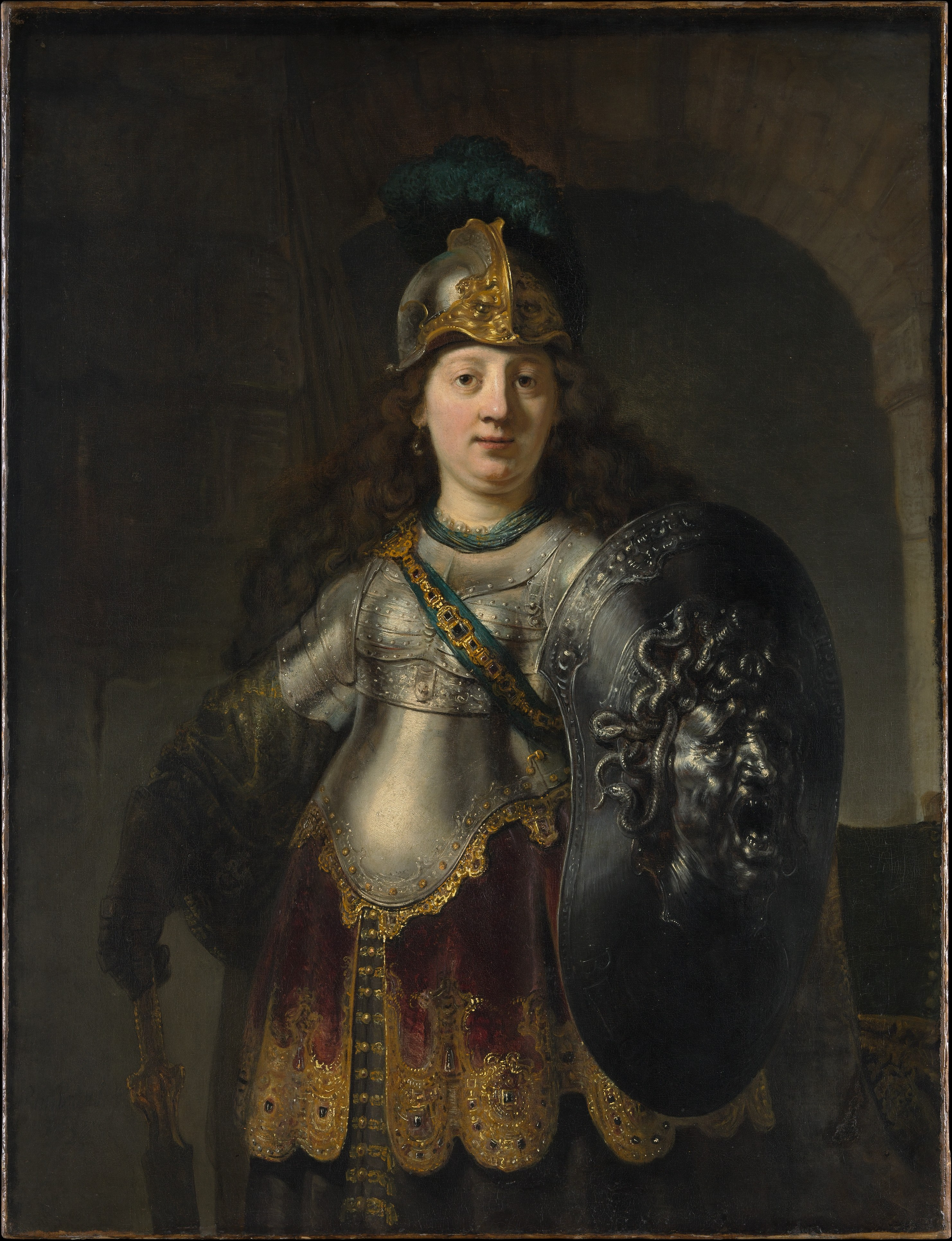
«Белонна». Рембрандт

Белло́на (лат. Bellona) — древнеримская богиня войны, входила в свиту Марса, богиня защиты Родины, богиня подземного мира. Имеет древнесабинское происхождение.
Её имя произошло от bellum или duellum — «война». Также она считалась матерью (варианты: дочерью, супругой, кормилицей) Марса. Она изображалась с мечом или бичом, с факелом, в длинном одеянии, часто в центре битвы, на колеснице. Атрибут: двойная секира.
В 458 году до нашей эры в Риме на Марсовом поле ей был посвящён храм, перед которым стояла «колонна войны» — символическая граница Рима, откуда в знак объявления войны в сторону врага бросали копьё. Эту церемонию совершал фециал — жрец богини. У задней части храма сенат принимал иностранных послов, а также полководцев, которые возвращались из походов победителями и ожидали триумфа.
В I веке до нашей эры при Сулле из Каппадокии в Рим была привезена статуя каппадокийской (малоазийской) богини Ма, культ Беллоны слился с её культом и стал в высшей степени оргиастическим и жестоким. В связи с этим римским гражданам участие в нём было запрещено. Служители Беллоны вербовались из чужеземцев.
Особенно культ Беллоны-Ма одновременно с другими восточными культами распространился в Римской империи в III веке нашей эры. Жрецы богини (лат. Bellonarii — беллонарии) носили чёрное одеяние и колпаки, имели в качестве атрибутов двойные секиры, доводили себя до исступления в её честь, они наносили друг другу побои и раны, принося таким образом богине человеческую кровь, причём они предсказывали будущее. Их называли фанатиками (лат. fanatici — неистовые).
Беллона отождествлялась с греческой богиней Энио.
В честь Беллоны назван астероид (28) Беллона, открытый 1 марта 1854 года. Название символизировало начало Крымской войны.